# Várszegi József (atléta)
Várszegi József, eredetileg Vennesz (Győr, 1910. szeptember 7. – Budapest, 1977. június 12.) olimpiai bronzérmes magyar atléta, gerelyhajító.
1930-tól a TFSC (Testnevelési Főiskola Sport Club), 1934-től a MAC (Magyar Atlétikai Club), 1945-ben a Toldi Miklós SE, 1946-tól a Goldberger SE, majd 1950-től a Vasas dobóatlétája volt. Diszkosz- és kalapácsvetésben is versenyzett, de kiemelkedő eredményeket gerelyhajításban ért el. 1932-től 1952-ig összesen negyvenkét alkalommal szerepelt a magyar válogatottban. Szepes Béla visszavonulása után húsz éven keresztül ő volt Magyarországon a szakág meghatározó egyénisége. 1932 és 1952 között – az 1944-es év kivételével, amikor nem hirdettek bajnokot – valamennyi magyar bajnokságot megnyerte. 1932-ben megdöntötte Szepes Béla akkor már négy éve fennálló országos csúcsát. Pályafutása alatt összesen hatszor javított magyar rekordot, ő az első magyar férfi gerelyhajító, aki túldobta a hetven métert. Három olimpián volt a magyar csapat tagja, legjobb eredményét 1948-ban Londonban érte el, ahol a harmadik helyen végzett. Az aktív sportolástól 1952-ben vonult vissza.
1934-ben a Testnevelési Főiskolán testnevelő tanári oklevelet szerzett. Még aktív pályafutása alatt testnevelő tanárként és a Goldberger- gyár sportvezetőjeként is tevékenykedett. Visszavonulása után a tatai edzőtábor vezetője, illetve a Vasas, majd a Budapesti Honvéd atlétaedzője volt.

## Sporteredményei
- olimpiai 3. helyezett:
  - 1948, London: 67,03 m
- olimpiai résztvevő:
  - 1936, Berlin: 65,30 m (8. helyezett)
  - 1952, Helsinki: 56,82 m (helyezetlen)
- Európa-bajnoki 3. helyezett:
  - 1938, Párizs: 72,78 m
- Európa-bajnoki 5. helyezett
  - 1934, Torino: 65,81 m
- kétszeres főiskolai világbajnok
  - 1933, Torinó: 64,85 m
  - 1947, Párizs: 66,45 m
- főiskolai világbajnoki 2. helyezett:
  - 1937, Párizs: 67,18 m
- hússzoros magyar bajnok: 1932–1943, 1945–1952
- ötszörös magyar csapatbajnok: 1941, 1943, 1948–1950
- hatszoros országos csúcstartó:
  - 67,65 m (1933)
  - 67,78 m (1934)
  - 68,23 m (1936)
  - 69,92 m (1937)
  - 70,22 m (1937)
  - 72,78 m (1938)

## Díjai, elismerései
- Magyar Népköztársasági Sportérdemérem ezüst fokozat (1951)[3]
- Mesteredző (1964)